# 喬·阿布拉漢姆斯
喬·阿布拉漢姆斯（Jon Avery Abrahams，1977年10月29日—）是美國的一位演員。他出生在紐約市，首次出演電影是在1995年。